# افتیمیوس میتاس
افتیمیوس میتاس (انگلیسی: Efthimios Mitas؛ زادهٔ ۱۵ مهٔ ۱۹۸۵) تیرانداز اهل یونان است.